# Jinju
Jinju est une ville de la Corée du Sud, dans la province du Gyeongsang du Sud.

## Histoire
Daepyeong, situé à quelques kilomètres au nord de la ville, est un des principaux sites de la préhistoire coréenne.
Ce fut le lieu de deux sièges lors de la guerre d'Imjin qui opposèrent japonais et coréens en Corée : le siège de Jinju (1592) et le siège de Jinju (1593). Le premier siège échoua grâce à la défense du général Kim Si-Min qui parvint à repousser les assauts de 20 000 Japonais à l'aide de 3800 hommes. Le deuxième siège fut cependant couronné de succès pour l'armée japonaise. 70 000 Coréens moururent et la place forte tomba.

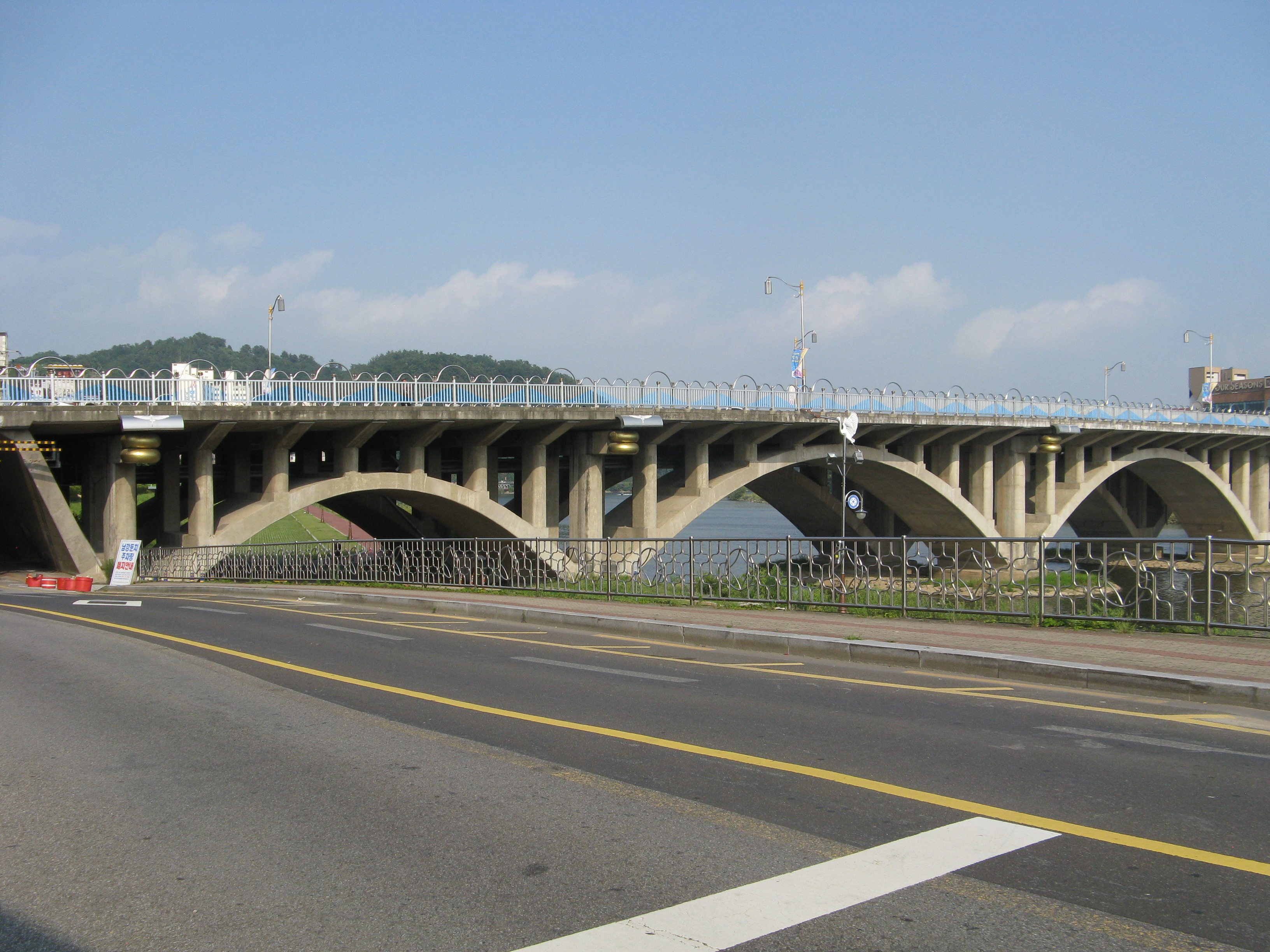
Les bagues qui surmontent chaque pilier du pont rendent hommage à la légende de Nongae.

Une légende raconte que peu après que les Japonais prirent la forteresse de Jinju, une gisaeng (courtisane coréenne) du nom de Nongae réussit à séduire le général qui s'était rendu maître de la place. Un soir, la jeune fille le fit boire tant et plus, puis elle parvint à l'amener au rocher Ui-am, surplombant la rivière Nam. Emprisonnant les mains du général dans les siennes au moyen des bagues qu'elle portait à chacun de ses doigts, elle sauta du rocher dans le fleuve et sacrifia sa propre vie pour tuer le général.

Un pont enjambant la Nam commémore cette légende : chacun de ses piliers est surmonté d'une bague en or en mémoire de celles qui permirent à Nongae de tuer le général japonais.

## Évènements
Jinju est une ville assez animée sur le plan culturel.
Le festival des lanternes Yudeung Namgang se tient tous les ans en octobre, en souvenir de la défense acharnée des habitants de Jinju en 1592, pendant la guerre d'Imjin. En effet, les habitants assiégés se servirent de lanternes flottant sur l'eau pour déjouer toute tentative japonaise d'infiltration nocturne par la rivière Nam. De plus, les lanternes ont permis aux troupes du général Kim Si-Min de communiquer entre eux au moyen de signaux lumineux et ainsi d'organiser efficacement la défense de la ville pour finalement briser ce premier siège.
Par ailleurs, une compétition de combats de bœufs a lieu chaque dimanche, mois d'hiver exceptés.

Junju possède un musée national spécialement consacré à la présentation de la guerre d'Imjin.

## Jumelages
- Eugene (États-Unis) depuis 1961
- Kitami (Japon) depuis 1985
- Winnipeg (Canada) depuis 1992
- Suncheon (Corée du Sud) depuis 1998
- Kyōto (Japon) depuis 1999
- Matsue (Japon) depuis 1999
- Zhengzhou (Chine) depuis 2000
- Asan (Corée du Sud) depuis 2004
- Andong (Corée du Sud) depuis 2004
- Gangnam-gu (Corée du Sud) depuis 2005
- Omsk (Russie) depuis 2007

## Personnalités liées
- Ha Hyung-zoo (1962-), champion olympique de judo.
- Heo Su-gyeong (1964-), poète
- Go Ara (1990-), actrice
- Kim Sangmin (1992-), chanteur du boys band Cross Gene
- Park Minhyuk alias Rocky (1999-), chanteur du boysband ASTRO
- Park Seonghwa (1998-), chanteur du boysband Ateez